# James Wolfensohn
James Wolfensohn (1. prosince 1933 – 25. listopadu 2020) byl devátým prezidentem Skupiny Světové banky.
Život Jamese Wolfensohna je charakteristický určitou formou hyperaktivity. Narodil se v australském Sydney. Austrálii reprezentoval v šermu na letní olympiádě v roce 1956. Po studiích na Harvard Business School se věnoval investičnímu bankovnictví v Londýně a New Yorku. V roce 1979 pomáhal zachraňovat finanční situaci výrobce automobilů Chrysler. Vedle svých podnikatelských aktivit zároveň předsedal newyorské Carnegie Hall a washingtonskému Kennedyho centru hereckých umění. Sám vystoupil s některými věhlasnými hudebníky.
Prezidentem Skupiny Světové banky se stal na návrh amerického prezidenta Billa Clintona 1. července 1995.
Na výročním zasedání Banky v říjnu 1996 mluvil Wolfensohn o rakovině korupce, což bylo doposud v rámci Banky naprosté tabu. Wolfensohn tak předznamenal větší zaměření banky na reformy soudnictví, veřejné správy atp. Brzy začal více zdůrazňovat i témata náboženství či kultury, což doposud bylo zcela mimo dosah instituce.
První obětí jeho boje proti rakovině korupce měl být Suharto. Byla to totiž návštěva v Indonésii v květnu 1996, která Wolfensohna upozornila na rozměry problému korupce.

## Osobní záliby
Díky své oblibě hudby se Wolfensohn seznámil například s Vladimirem Ashkenazym či Danielem Barenboimem. Ve svém londýnském bytě (když pracoval finanční dům Schroders) měl piano, na kterém Ashkenazy hrál při svých návštěvách. Strávili spolu i dovolenou v Řecku. Když byl pro své mimořádné schopnosti jmenován ředitelem pobočky v New Yorku, napadlo Wolfensohna uspořádat inaugurační koncert – zavolal Ashkenazyho a zeptal se jej, zda by se nechtěl stát prvním sovětským hudebníkem, který by otevřel komerční banku na Wall Streetu.